# Monomorium abeillei
Monomorium abeillei (лат.) — вид мелких муравьёв рода Monomorium из подсемейства мирмицин.

## Описание
Мелкие муравьи длиной около 3 мм. От близких видов отличается следующими признаками: окраска тела от тёмно-коричневой до чёрной; длина тела от 2,4 до 2,75 мм; метанотальная бороздка слабо вдавленная.
Усики с 3-члениковой булавой. Усиковые бороздки отсутствуют. Стебелёк между грудкой и брюшком состоит из двух члеников: петиолюса и постпетиолюса (последний четко отделен от брюшка), жало развито. Включён в состав видовой группы Monomorium salomonis species-group.

## Распространение
Северная Африка и Ближний Восток: Израиль, Иран, Йемен, Кувейт, Оман, Саудовская Аравия.